# Burg Pilica

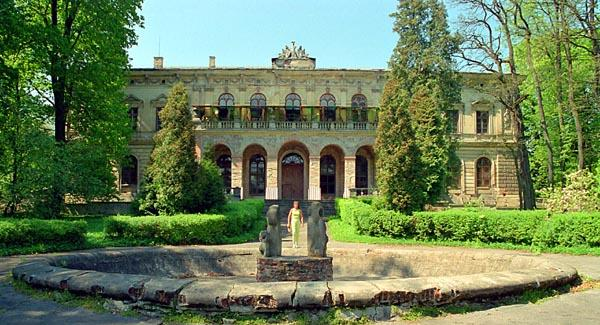
Burg Pilica

Die Burg Pilica (polnisch: Zamek w Pilicy) ist ein Schloss in Pilica im Gebirgszug des Krakau-Tschenstochauer Juras. Das Schloss gehört zu den Adlerhorst-Burgen, die im 14. Jahrhundert die Grenze zwischen dem Königreich Polen und dem Heiligen Römischen Reich sicherten. Es liegt heute in der Woiwodschaft Schlesien, gehört jedoch historisch zu Kleinpolen.

## Geschichte
Im 13. Jahrhundert entstand die gotische Burg Smoleń, die den Pilecki im 16. Jahrhundert unzeitgemäß erschien. Sie verkauften daher die Burg mit ihren Ländereien 1570 an den Krakauer Bischof Filip Padniewski. Dessen Neffe Wojciech Padniewski baute im späten 16. Jahrhundert unten im Ort das Schloss Pilica. Nach seinem Tod 1605 gingen die Burg und das Schloss an seinen Sohn Stanisław Padniewski. Nach dessen Tod kaufte der Krakauer Kastellan Jerzy Zbaraski die Ländereien und stellte den Bau des Renaissance-Schlosses mit italienischem Garten 1620 fertig. Mit den Arbeiten beauftragte er Andrea dell’Aqua. Während der Schwedischen Sintflut wurde die Burg 1655 von den Schweden unter Lars Lindorm zerstört und das Schloss besetzt. 1705 wurde das Schloss erneut von den Schweden während des Großen Nordischen Krieg besetzt. 1731 ging das Schloss an Maria Józefa Sobieska, die Schwiegertochter des polnischen Königs Johann III. Sobieski. Zu ihrer Zeit weilte auch der König August III. als Gast auf dem Schloss und später sein Sohn König Friedrich August I. Im 19. Jahrhundert kaufte der Warschauer Industrielle Leon Epstein das Schloss, der es im Neorenaissancestil umbauen ließ. 